# Geobacter
Genre
Geobacter est un genre de proteobactérie. Les espèces de bactéries du genre Geobacter ont la propriété d'avoir une respiration anaérobie, les rendant utiles en bioremédiation. En fait, Geobacter a été le premier organisme découvert à être capable d'oxyder des composés organiques et des métaux tels que le fer et les métaux radioactifs ainsi que des composés du pétrole en du dioxyde de carbone peu nocif pour l'environnement en utilisant de l'oxyde de fer ou d'autres métaux disponibles en tant qu'accepteur d'électrons.

## Espèces
- Geobacter argillaceus
- Geobacter bemidjiensis (en)
- Geobacter bemidjiensis
- Geobacter chapellei
- Geobacter grbiciae
- Geobacter hydrogenophilus
- Geobacter metallireducens (en)
- Geobacter pelophilus
- Geobacter pickeringii
- Geobacter sulfurreducens
- Geobacter thiogenes
- Geobacter uraniireducens

## Annexe